# Västra berget

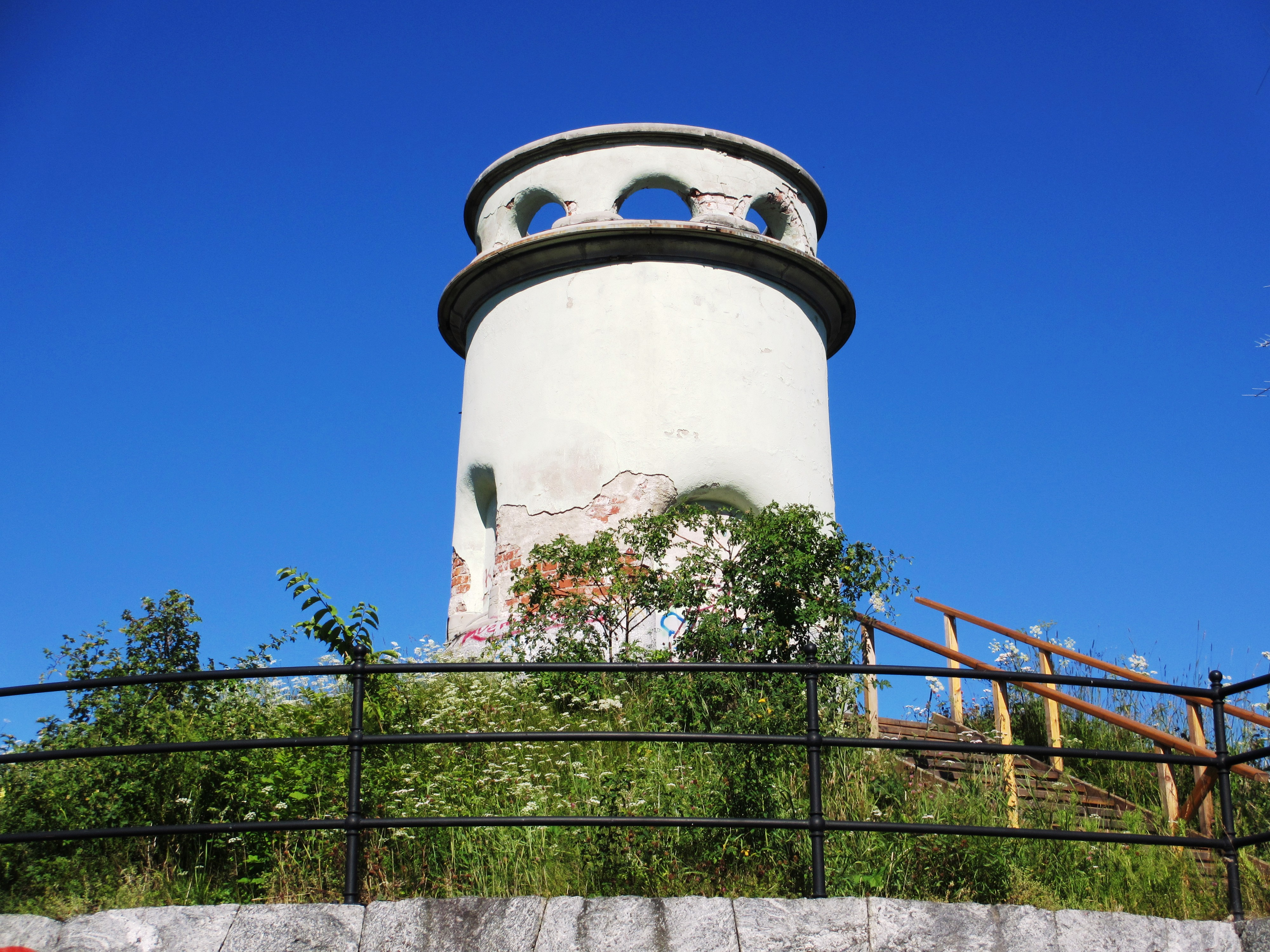
Söderhamns gamla vattentorn.

Västra berget är beläget nära Söderhamns centrum och på detta står Söderhamns gamla vattentorn. Denna byggnad ritades 1903 av Sveriges första utbildade kvinnliga arkitekt, Agnes Magnell. Berget är lokalt känt för sina många vandringsstigar med bänkar, grillplatser, vindskydd och parkering.